# 아와오미야역
아와오미야역(일본어: 阿波大宮駅)은 일본 도쿠시마현 이타노군 이타노정에 위치한 시코쿠 여객철도 고토쿠 선의 철도역이다. 역 번호는 T08이며, 상대식 승강장 2면 2선의 구조를 갖춘 지상역이다.

## 역 주변
- 다카마쓰 자동차도

## 역사
- 1935년 3월 20일 : 개업.
- 1972년 10월 1일 : 무인역화.
- 1987년 4월 1일 : 일본국유철도 분할 민영화에 의해, 시코쿠 여객철도가 승계.

## 인접 역
| 시코쿠 여객철도                   | 시코쿠 여객철도 | 시코쿠 여객철도           |
| --------------------------------- | --------------- | ------------------------- |
| T 09 사누키아이오이 다카마쓰 방면 | 고토쿠 선       | 이타노 T 07 도쿠시마 방면 |